# Enguerrand de Marigny
Pour les articles homonymes, voir Marigny.
Enguerrand de Marigny, né à Lyons-la-Forêt en Normandie vers 1260 et mort pendu au gibet de Montfaucon à Paris le 30 avril 1315, est chambellan et ministre du roi Philippe IV le Bel, ainsi que comte de Longueville.

## Origines
Né dans une vieille famille de petit baronnage appelée « Le Portier », fieffée à Lyons et à Rosay, la famille n’avait pris le nom de Marigny (ou Margny, hameau de Dampierre-en-Bray) que vers 1200, lors du mariage d’Hugues Le Portier, le grand-père d'Enguerrand, avec Mahaut de Marigny. 
Enguerrand entra comme écuyer au service de Hugues II de Bouville, chambellan et secrétaire de Philippe le Bel, puis en 1295 fut attaché comme panetier à la maison de la reine Jeanne de Navarre, épouse de Philippe IV le Bel, qui fit de lui un de ses exécuteurs testamentaires. Enguerrand épousa la filleule de celle-ci, Jeanne de Saint-Martin. En 1298, il reçut la garde du château d’Issoudun.

## Bras droit de Philippe le Bel
Après la mort de Pierre Flote à la bataille de Courtrai en 1302, il devint le grand conseiller de Philippe le Bel, qui le nomma coadjuteur du Royaume, le plaçant ainsi à la tête de l'administration. En 1306, il fut envoyé pour présider la Chambre des comptes de Normandie. Il reçut de Philippe le Bel de nombreux présents, mais aussi une pension d’Édouard II d'Angleterre.
Cultivé, adroit, il bénéficiait de la confiance du roi et partageait ses vues. Il partagea la haine que s’attira le roi dans l’opinion publique en dévaluant la monnaie. En 1304, il participe à la bataille de Mons-en-Pévèle. Il fut l'agent dans le conflit qu’il eut avec Louis, comte de Nevers, fils de Robert III de Flandre, emprisonnant Louis et forçant Robert à abandonner Lille, Douai et Béthune par le traité de Pontoise en 1312.
Il obtint pour ses frères des sièges épiscopaux. En 1306, son demi-frère, Philippe de Marigny, reçut l’évêché de Cambrai et, en 1309, l’archevêché de Sens. Son autre demi-frère Jean de Marigny reçut l’évêché de Senlis, l’évêché de Beauvais en 1312, avant de devenir archevêque de Rouen et chancelier sous le règne de Philippe VI de Valois. Un autre de ses parents, Nicolas de Frauville, fut fait confesseur du roi et cardinal.
Le roi le nomma Gardien du Trésor sur lequel sa mainmise fut assurée à partir de 1309. Sa situation devint plus délicate quand les princes du sang, qui tenaient à faire la guerre aux Flamands, furent déçus par ses négociations de paix en septembre 1311. Il fut nommé la même année chancelier de France. En janvier 1314, il concentre tous les pouvoirs, notamment financiers, grâce à une ordonnance du 19 janvier qui lui confie le trésor royal gardé au Louvre et au Temple. Il fut accusé d’avoir reçu des pots-de-vin et Charles de Valois le dénonça lui-même au roi ; mais Philippe le soutint et cette attaque n’eut aucun résultat. Il harangua les états généraux de 1314 réunis à Paris et réussit même à faire décider une augmentation des impôts pour la guerre de Flandre, s’attirant par là une grande rancune.

## Disgrâce et mort
La mort de Philippe le Bel, le 29 novembre 1314, fut le signal de la réaction contre sa politique. Le parti féodal, dont le roi avait considérablement limité le pouvoir, se retourna contre ses ministres et surtout contre le principal d'entre eux, le coadjuteur.
Enguerrand fut arrêté sur l’ordre de Louis X, répondant à la demande de Charles de Valois ; on porta sur lui quarante et un chefs d’accusation (la totalité de ceux-ci sont répertoriés dans les Grandes Chroniques de France). On refusa de l’entendre ; mais comme ses comptes étaient en ordre et ne présentaient aucune irrégularité, Louis X le Hutin souhaitait seulement condamner l'ancien bras droit de son père au bannissement dans l’île de Chypre.

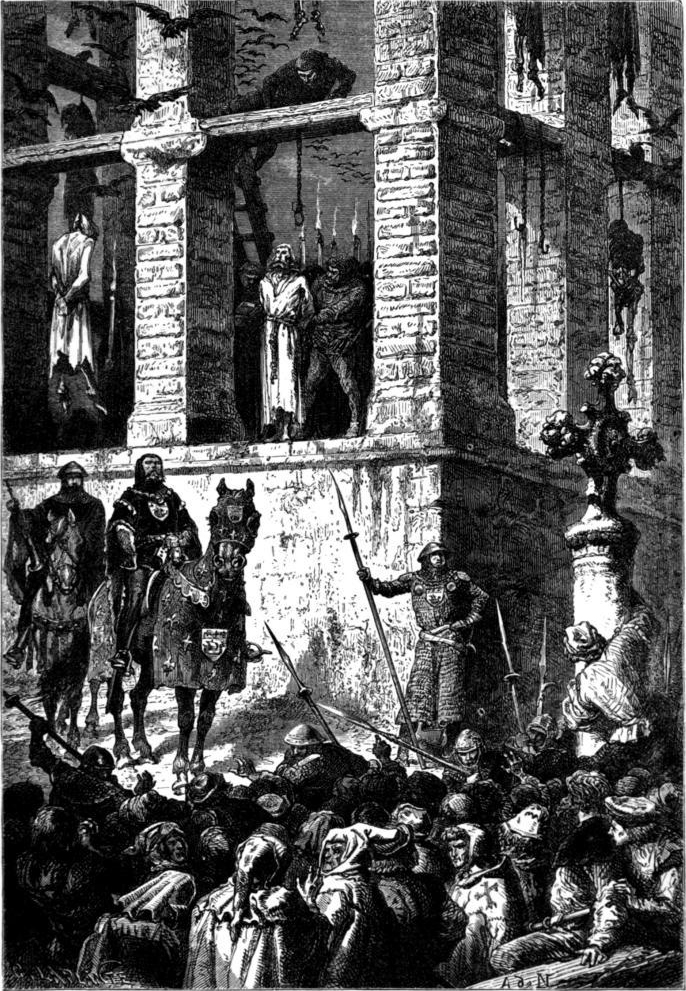
L’exécution d’Enguerrand de Marigny par Neuville.

Charles de Valois présenta alors une accusation de sorcellerie qui, bien que totalement fausse, fut plus efficace. Enguerrand refusa de se défendre face à un tribunal où l’accusateur principal n’était autre que son propre frère cadet, l’évêque Jean de Marigny. Cette trahison, selon toute vraisemblance, le rendit très amer. La seule déclaration de l'accusé fut d'affirmer avec énergie que, dans tous ses actes, il n’avait fait que servir son roi, Philippe le Bel. Il fut condamné et pendu le 30 avril 1315 au gibet de Montfaucon.

## Postérité
Son corps resta exposé au gibet pendant deux ans, jusqu’en 1317, quand un second procès, demandé par le nouveau roi Philippe V le Long, le disculpa des méfaits qu'on lui imputait et réhabilita sa mémoire. Ses restes furent alors inhumés dans l’église des chartreux de Vauvert, puis transférés en 1325 ou 1326 dans la collégiale d’Écouis, qu’il avait lui-même fondée en 1312-1313, et où se trouve toujours un ensemble de statues qu’il avait commandées.
Malgré la condamnation d’Enguerrand de Marigny, Louis X laissa ses enfants prendre possession de l’héritage de leur père. Sur son lit de mort, en 1325, son ennemi juré, Charles de Valois, fut pris de remords et ordonna qu’on distribuât des aumônes aux pauvres de Paris en leur demandant de prier conjointement pour son âme et pour celle d’Enguerrand de Marigny.

## Mariage et descendance
Il se marie à deux reprises :
- avec Jeanne de Saint-Martin, dont il a trois enfants :
  - Louis, filleul de Louis X le Hutin ;
  - Marie, religieuse à Maubuisson ;
  - Isabelle († 1339), qui épouse en 1309 Guillaume, seigneur de Tancarville, puis Hugues d'Auxy, (famille d'Auxy), et postérité ;
- avec Alips de Mons (qui est inhumée également à Écouis), et dont il a quatre autres enfants :
  - Isabelle († 1321) qui épouse en 1315 Jean de Nolasque, baron de Verson, Forneville et Gliseulles ;
  - Alips, religieuse ?, (puis) épouse Pierre de Fécamp : succession dans les Gamaches et les Châtillon-sur-Marne ;
  - Raoul, gouverneur du Dauphiné, protonotaire royal et vice-amiral, épouse Sibylle de Nolasque, sœur de Jean ;
  - Thomas, sans alliance.

## Dans la fiction
Enguerrand de Marigny est l'un des principaux personnages des premiers volumes de la suite romanesque Les Rois maudits de Maurice Druon. Dans l'adaptation télévisée de l’œuvre de 1972 (signée Marcel Jullian et Claude Barma), Marigny est interprété par André Falcon. Dans l'adaptation de 2005 (réalisée par Josée Dayan), c'est Jean-Claude Drouot qui lui prête ses traits. Enguerrand de Marigny est également l'un des personnages du film muet Buridan, le héros de la tour de Nesle (1923), de Pierre Marodon.
Il apparaît également comme appartenant secrètement à l'ordre des Templiers dans le roman La Prophétie des abeilles de Bernard Werber.